# Corilagin
Corilagin ist ein Naturstoff und gehört zu den Tanninen, einer Gruppe von Gerbstoffen, deren bedeutendster Vertreter es ist. Es ist ein typischer Vertreter der Ellagengerbstoffe.

## Geschichte
Corilagin wurde erstmals 1951 aus Dividivi-Extrakten und aus Caesalpinia coriaria isoliert. In der Traditionellen Chinesischen Medizin werden Extrakte der Pflanze Phyllanthus urinaria, eine Euphorbie, welche Corilagin enthalten, aufgrund ihrer antiviralen und antibakteriellen Wirkung als Heilmittel verabreicht.

## Gewinnung und Darstellung

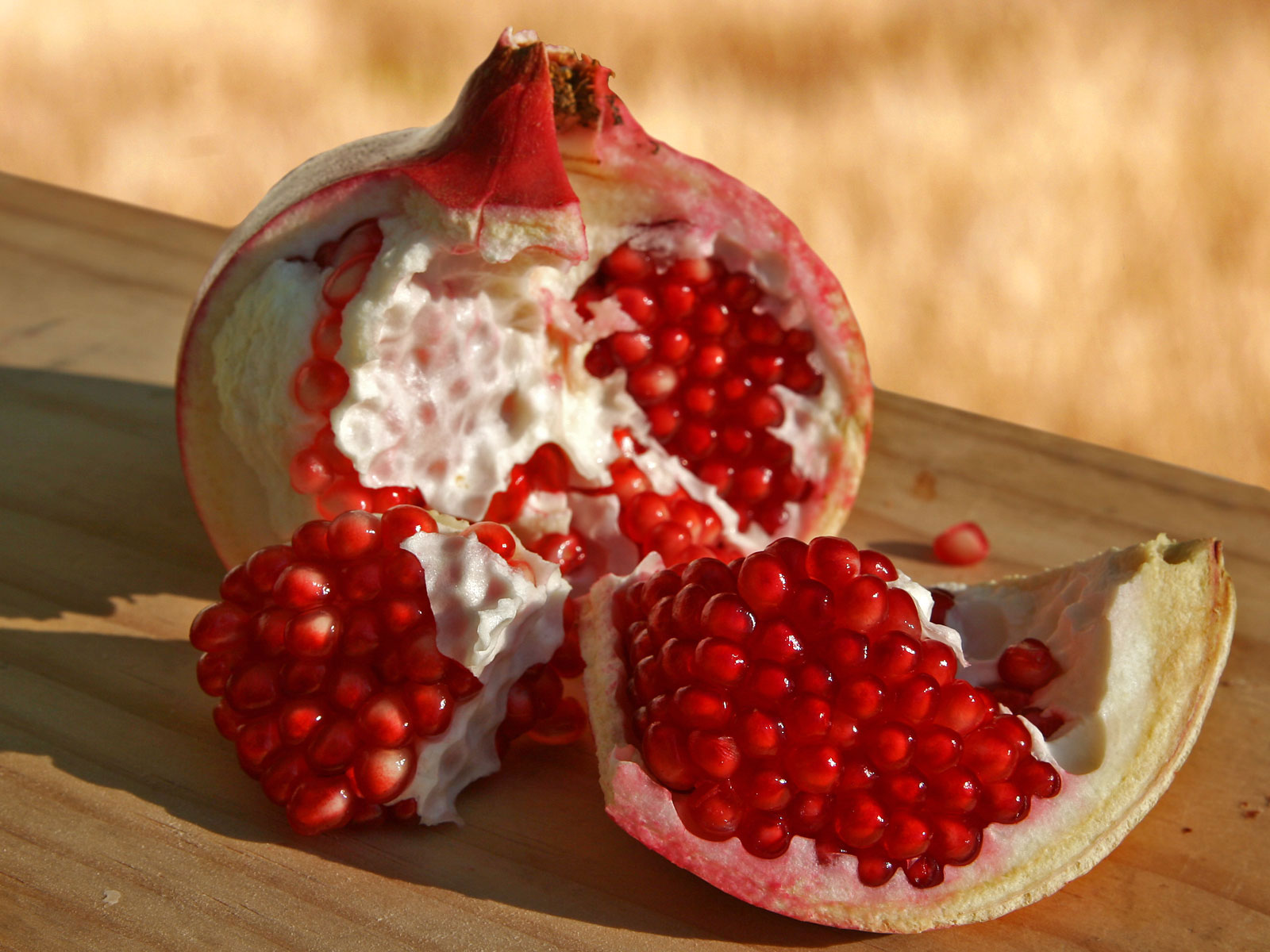
Aufgebrochener Granatapfel (Punica granatum)

Corilagin kann aus den Wurzeln von Euphorbia fisheriana (ein Wolfsmilchgewächs), dem Granatapfel (Punica granatum) oder getrockneten Früchten von Terminalia chebula (Chebulische Myrobalane) gewonnen werden.
Für die Extraktion verschiedener Verbindungen aus Phyllanthus niruri (Gattung Phyllanthus) mittels einer Soxhlet-Apparatur wurden verschiedene Lösungsmittel untersucht. Während unpolare Lösungsmittel schlechte Ausbeuten ergaben, konnten mit Wasser und wässrigem Ethanol (20–70 % Ethanol) größere Mengen Corilagin extrahiert werden.

## Eigenschaften
Corilagin bildet lange, farblose, wenig charakteristische Nadeln, die sich (lufttrocken) bei etwas über 200 °C zersetzen. Es löst sich leicht in Aceton, Methanol und Ethanol, schwer in Eisessig und Wasser, sehr schwer in Essigester und ist praktisch unlöslich in Benzol und Ether. Aus Wasser kristallisiert es als Trihydrat und ist als Anhydrat hygroskopisch.
Es gehört zu den Gruppen der Polyphenole und der Ellagitannine. Corilagin kann durch verdünnte Schwefelsäure und mehrtägiges Erhitzen (100 °C) hydrolysiert werden, wobei sich zuerst Gallussäure abspaltet und es sich dann zu Traubenzucker, Ellagsäure und  Gallussäure zersetzt.

## Biologische Bedeutung
Corilagin inhibiert die Adrenalin-induzierte Lipolyse in aus Ratten isolierten Fettzellen.